# Zaraza Antoninów

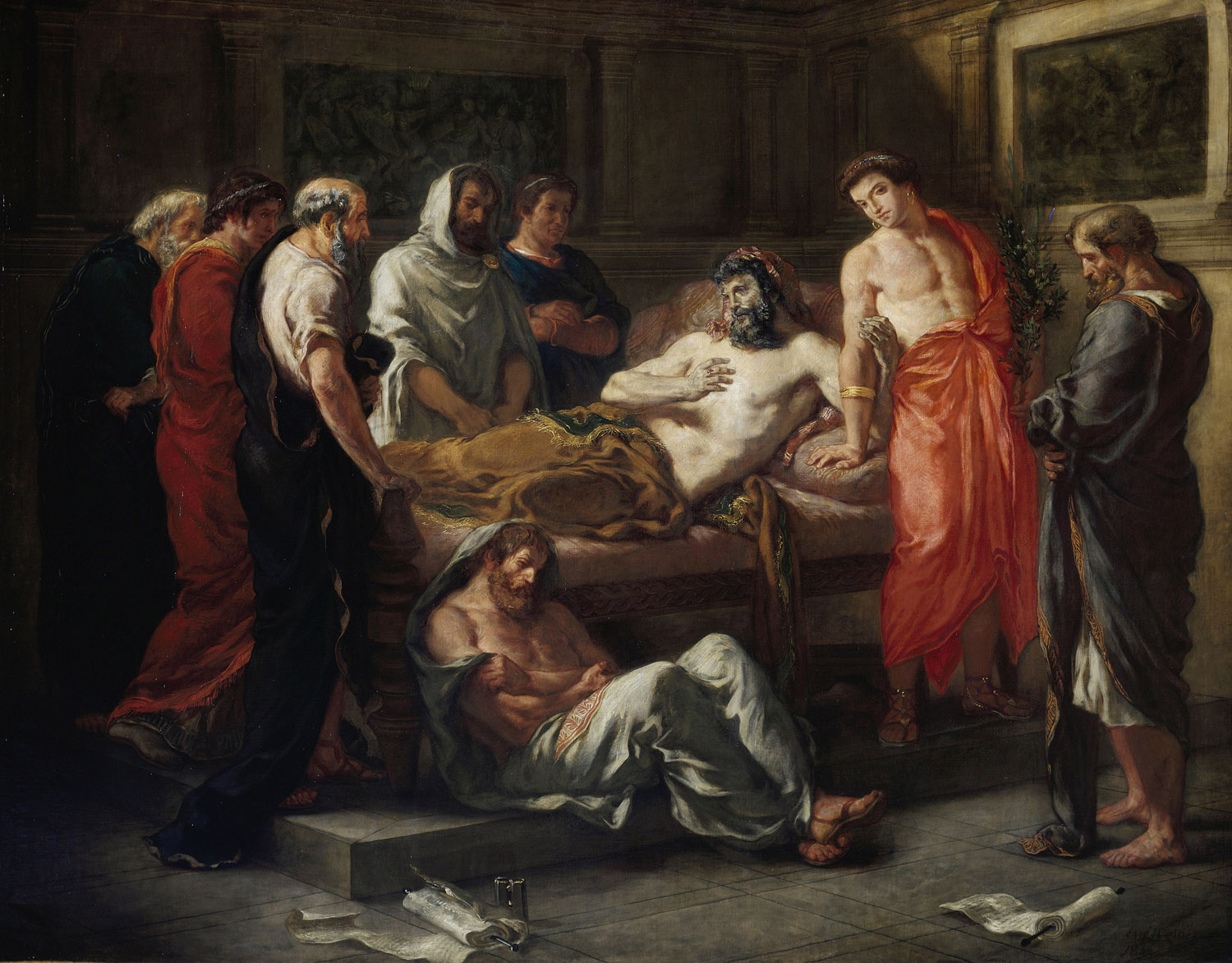
Ostatnie słowa Marka Aureliusza, Eugène Delacroix (1844)

Zaraza Antoninów (łac. Pestis Antonini), nazywana niekiedy Zarazą Galena – epidemia rozwijająca się na terenie Imperium Rzymskiego w drugiej połowie II wieku n.e. Jej apogeum przypadło na lata 161-181. Rozprzestrzenieniu się epidemii sprzyjały prowadzone wówczas wojny przeciw Markomanom oraz, w latach 161-166, kampania Lucjusza Werusa przeciwko Partom. 
W porównaniu z innymi zarazami starożytnego świata, plaga Antoninów jest stosunkowo dokładnie opisana przez pisarzy z epoki. Większość danych o epidemii bazuje na pracach lekarza Galena, który był jej naocznym świadkiem. Ponadto plagę wzmiankują między innymi Kasjusz Dion, Ammian Marcelinus, Eutropiusz czy Orozjusz. Historycy klasyfikują tę epidemię jako jedną z trzech wielkich zaraz świata starożytnego, obok  zarazy w Atenach i Dżumy Justyniana.

## Próba identyfikacji choroby
Plaga najczęściej określana jest w źródłach mianem pestis antonini; przypadała bowiem na czas panowania cesarzy z dynastii Antoninów: Marka Aureliusza, Lucjusza Werusa oraz Kommodusa. Niektórzy historycy, jak A. Hirsch i M. Jaczynowska, określali chorobę jako dżumę, jednak później ta identyfikacja była krytykowana. Na podstawie opisu źródłowego zarazę tę identyfikuje się współcześnie jako ospę prawdziwą (wirus łac. Variola vera). Pewne objawy mogą przemawiać także za tyfusem. Badania oparte na zegarze molekularnym pozwoliły z dużą dozą prawdopodobieństwa wykluczyć odrę jako chorobę odpowiedzialną za zarazę .  Starożytni autorzy nie mieli jednak w zwyczaju doszukiwać się konkretnych jednostek chorobowych powodujących epidemie. Przykładowo Galen przy opisie epidemii określa ją po prostu jako wielka zaraza.

## Przebieg epidemii i objawy choroby
Najprawdopodobniej epidemia została przywleczona do Imperium przez legiony Lucjusza Werusa, biorące udział w kampanii przeciwko Partom w latach 161-166. Około 165 choroba pojawiła się w Smyrnie, zaś rok później w stolicy państwa, Rzymie. W 167 dotarła do prowincji Dacji. Pod koniec 168 zaraza pojawia się w obozie wojskowym w Akwilei. Niewykluczone, że w tym samym czasie dotarła do Egiptu, czego dowodzić ma gwałtowny spadek przychodów z podatku pobieranego w tej prowincji. Ammian Marcelinus opisywał, że zaraza sięgała "od samych granic perskich aż po Ren i Galię". Zgodnie z przekazem Kasjusza Diona zaraza wybuchła za panowania Kommodusa, w 189 – być może mowa tu o drugiej fali epidemii. Według niektórych badaczy zaraza mogła utrzymywać się na terenie Imperium nawet do 270.
Galen w swojej pracy De methodo medendi relacjonował, że charakterystycznym objawem zarazy była czarna, wrzodowata wysypka na ciele. Lekarz zauważał, że owa egzema pojawiała się po dziewięciu dniach i pokrywała całą skórę. Następnie wskazywał on na biegunkę jako objaw charakterystyczny choroby. Wśród innych objawów wymieniał kaszel, wymioty, bóle żołądka i cuchnący oddech, zauważał jednak, że te przypadłości występowały tylko u części chorych. Historyk Herodian, opisując przebieg epidemii w stolicy, wzmiankował, że choroba zabijała zarówno zwierzęta, jak i ludzi.
Szacunki historyków odnośnie do śmiertelności zarazy znacznie się między sobą różnią; niektórzy badacze skłaniają się ku określeniu liczby ofiar nawet na 14-20% populacji imperium. Inne szacunki wskazują na śmiertelność rzędu 1-2%. Donald Robertson, psychoterapeuta i filozof, stwierdził, że w czasie epidemii zmarło ok. 5 mln ludzi. Wydaje się, że najciężej dotkniętą prowincją był Egipt, gdzie epidemia i związany z nią kryzys według niektórych szacunków poskutkowały wyludnieniem nawet o jedną trzecią.  Prawdopodobnie jedną z jej ofiar był sam Lucjusz Werus. Niewykluczone, że zaraza Antoninów była też przyczyną śmierci Marka Aureliusza. Zgodnie z relacją Kasjusza Diona, zawartą w Historii Rzymskiej, w pewnym momencie zabijała około 2000 osób dziennie. Biograf cesarza Werusa pisał w Scriptores Historiae Augustae, że ciała zmarłych wywozić musiano za pomocą wozów towarowych. Szczególnie wysoką umieralność odnotowywano w armii, co w połączeniu z problemami kampanii markomańskich zmuszało do przeprowadzania coraz to nowych zaciągów.

## Walka z zarazą
Starożytni autorzy, nie znając dokładnej przyczyny rozprzestrzeniania się chorób, poprawnie interpretowali jednak niektóre czynniki zwiększające zachorowalność. Wegecjusz w swoim Zarysie wojskowości zauważał, że takim czynnikiem jest "wielka liczba żołnierzy dłużej pozostających w jednym i tym samym miejscu". Za czynnik chorobotwórczy uważano szeroko pojęte zepsute powietrze i miazmaty. Toteż ci mieszkańcy Rzymu, którzy mieli taką możliwość, ratowali się ucieczką z miasta. Po wybuchu epidemii za radą lekarzy Rzym opuścił syn cesarski Kommodus; udał się on do Laurentum, które uważane było za "miejscowość o zdrowym powietrzu". Bez wątpienia starożytni zauważali również, że sposobem walki z epidemią jest izolowanie chorych.
W trakcie panowania epidemii w Rzymie ustanowiono prawo surowo zakazujące grzebania zmarłych w okolicach domostw. Marek Aureliusz zarządził też grzebanie obywateli Rzymu na koszt państwa. W 2002, w trakcie badań archeologicznych w katakumbach pod kościołem śś. Piotra i Marcelina w Rzymie, odkryto dwa masowe groby z czasów zarazy Antoninów lub jej kolejnej fali; w każdym znajdowało się po kilkadziesiąt szkieletów ułożonych warstwowo, przewijanych materiałem i przysypanych gipsem.
Galen jako lekarstwo na zarazę stosował mleko kozy lub jaka. W ramach profilaktyki zalecał dodawanie do posiłku octu i musztardy. Poza tym zachowywano się zgodnie z zaleceniami medycyny hipokratejskiej, dążąc do wyrównania i stabilizacji humorów w ciele chorego. Używano wszelkiego rodzaju olejków, kadzideł i pachnideł mających za zadanie zabicie zepsutego powietrza. Żyjącym w czasach zarazy Marek Aureliusz radził przestrzeganie zasad filozofii stoickiej – wykorzystanie takich swoich mocy, jak mądrość, cierpliwość i samodyscyplina. 
Satyryk Lukian, żyjący w czasach epidemii, opisuje, że mieszkańcy miasta w obawie przed zachorowaniem niejednokrotnie uciekali się do magii. Spadek nastrojów społecznych doprowadził do wzrostu prześladowań chrześcijan. W latach 165-170 wydano na terenie Imperium około 20 emisji monet z wybitym przedstawieniem bogini zdrowia, Salus.